# 카잉강족

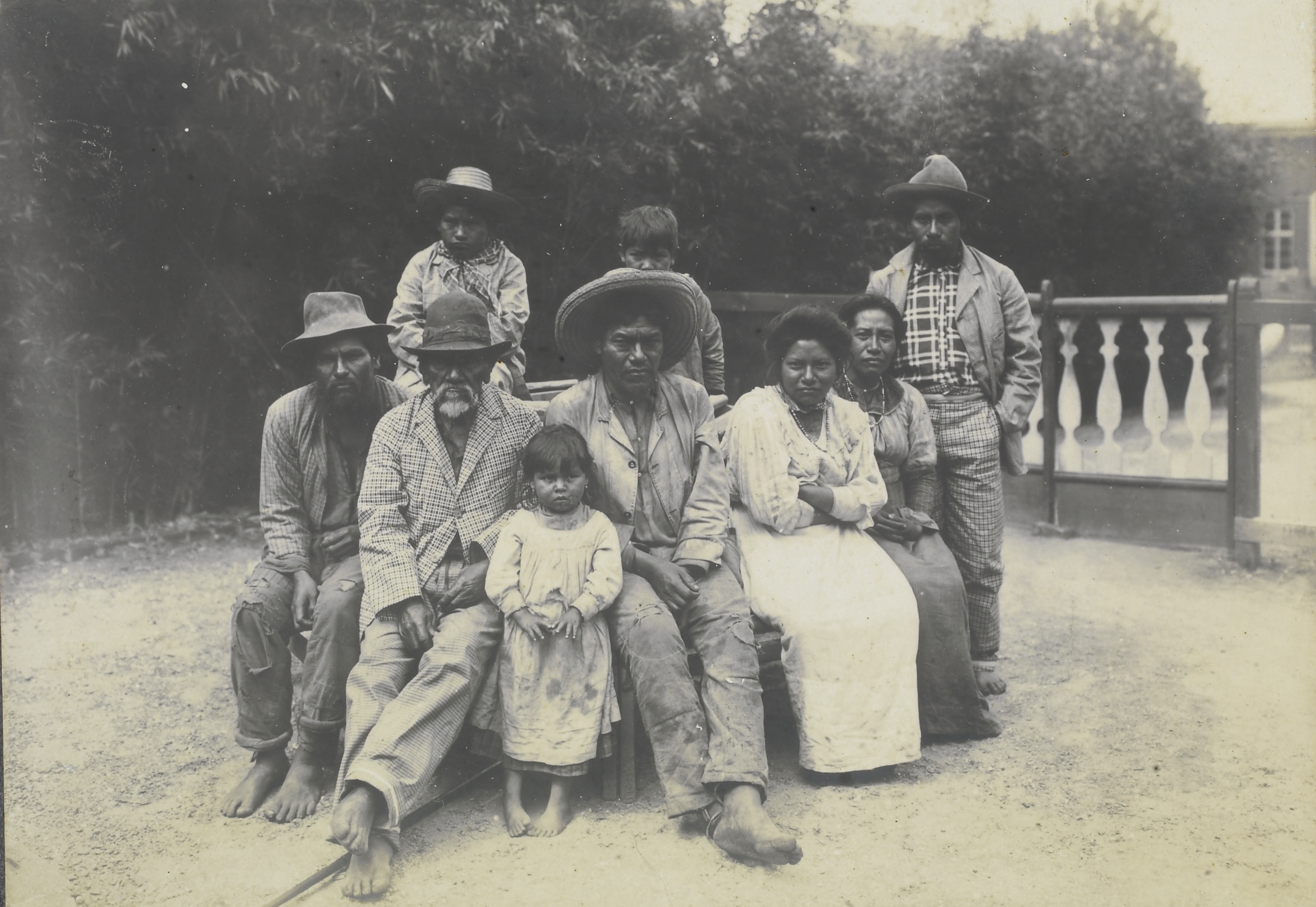

카잉강족(Caingang)은 브라질의 남동부 평원지대나 아르헨티나의 파라나강, 우루과이강의 지류 지역에 거주하는 여러 부족의 총칭이다. 대부분 한 곳에 정착해 농경 생활을 하며, 옥수수·호박·감자 등을 재배한다. 부계 중심 사회이며 종교는 애니미즘과 샤머니즘적인 토착종교이다.